# Gymnachne koelerioides
Gymnachne es un género monotípico de plantas herbáceas de la familia de las poáceas. Su única especie: Gymnachne koelerioides (Trin.) Parodi, es originaria de Chile.
Algunos autores lo incluyen en el género Rhomboelytrum.

## Taxonomía
Gymnachne koelerioides fue descrita por (Trin.) Parodi y publicado en Revista Argentina de Agronomía 29(1–2): 19. 1962[1963].
Sinonimia
- Gymnachne jaffuelii Parodi
- Poa koelerioides Trin.
- Poa philippii Steud.
- Poa tenuiculmis Steud.
- Rhombolytrum berteroanum E.Desv.[2]